# Мацинец
Мацинец је насељено место у саставу општине Неделишће у Међимурској жупанији, Хрватска. До територијалне реорганизације у Хрватској налазио се у саставу старе општине Чаковец.

## Становништво
На попису становништва 2011. године, Мацинец је имао 585 становника.

## Попис1991.
На попису становништва 1991. године, насељено место Мацинец је имало 615 становника, следећег националног састава:
| Попис 1991.‍ | Попис 1991.‍ | Попис 1991.‍ | Попис 1991.‍ | Попис 1991.‍ |
| ----------- | ----------- | ----------- | ----------- | ----------- |
|             |             |             |             |             |
| Хрвати      | Хрвати      |             | 599         | 97,39%      |
| Словенци    | Словенци    |             | 12          | 1,95%       |
| непознато   | непознато   |             | 4           | 0,65%       |
| укупно: 615 |             |             |             |             |